# Zahi Hawass
Zahi Hawass (àrab: زاهي حواس, Zāhī Ḥawwās) (Damiata, Egipte, 28 de maig de 1947) és un dels més cèlebres egiptòlegs del món, i en els últims anys ha adquirit gran renom fora dels cercles arqueològics per les seves freqüents aparicions en documentals televisius dedicats a l'antic Egipte.

## Carrera política
Va exercir com a secretari general del Consell Suprem d'Antiguitats del govern egipci des de l'1 de gener de 2002 fins al 31 de gener de 2011 en què va ser nomenat Ministre d'Antiguitats, càrrec de nova creació. El nou ministeri va absorbir el Consell Suprem d'Antiguitats. Anteriorment va ser director d'excavacions a l'altiplà de Guiza i va treballar en jaciments arqueològics al Delta del Nil, el desert occidental i l'Alt Nil. Va dimitir com a Ministre d'Antiguitats el 4 de març de 2011 com a protesta pels espolis en jaciments arqueològics. El dia 30 de març de 2011 va acceptar la petició del primer ministre d'Egipte, Essam Sharaf, per tornar a ser ministre d'Antiguitats. El dia 17 d'abril de 2011 la justícia egípcia va condemnar a un any de presó a Zahi Hawass i el va rellevar del seu lloc de ministre per un antic plet sobre la propietat d'uns terrenys. Zahi Hawass va anunciar que apel·laria la sentència. Tanmateix, un decret del Consell Nacional de Justícia d'Egipte publicat el 18 d'abril de 2011 va anul·lar la sentència judicial contra Hawass i el va restablir en el seu càrrec. No obstant això, va dimitir el 17 de juliol del 2011, després que Sharaf l'informés que no continuaria en el càrrec. Segons van informar alguns diaris, en realitat fou acomiadat de la seva feina.

## Retorn de les antiguitats egípcies des de l'estranger
Hawass encapçala un moviment orientat a tornar a Egipte molts antics objectes egipcis que es troben en col·leccions en diferents parts del món. Al juliol de 2003, Egipte va exigir la devolució de la pedra de Rosetta, que es troba actualment al Museu Britànic. En aquesta ocasió, Hawass va declarar: «Si els britànics volen que se'ls recordi, si volen restaurar la seva reputació, s'haurien d'afanyar a tornar la pedra, ja que és la icona de la nostra identitat egípcia.» En referència a les antiguitats al Museu Britànic, Hawass va dir «Aquests són monuments egipcis. Faré la vida impossible a qualsevol que les tingui.» Gran Bretanya s'ha negat a tornar-les. Altres antiguitats de les que també ha reclamat el seu retorn són el bust de Nefertiti, el Zodíac de Dendera, la pintura del sostre del Temple d'Hathor de Denderah, el bust d'Ankhhaf (l'arquitecte de la Piràmide de Khefren), les cares de la tomba d'Amenofis III al Museu del Louvre, l'Obelisc de Luxor a la Place de la Concorde (París) i l'estàtua de Hemiunu, nebot del faraó Kheops i constructor de la més gran de les piràmides. També ha reclamat objectes egipcis de col·leccions a diversos altres països.

## Troballes arqueològiques
El 2005 es va centrar en una mòmia anomenada KV60a, descoberta més d'un segle abans. En cap moment es va creure que aquesta mòmia seria tan important com per retirar-la del terra d'una tomba menor a la Vall dels Reis, ja que es va trobar sense un taüt i sense els tresors que distingien els faraons. Però molts anys més tard es va descobrir que era la mòmia de la reina faraó, Hatshepsut. Al principi no es va creure però després es va trobar un queixal en el mateix lloc on aquesta va ser trobada, en una caixa identificada com a Hatshepsut. Després es va comprovar que era ella, ja que el queixal trobat i identificat encaixava perfectament a la boca.